# 3909 Gladys
3909 Gladys è un asteroide della fascia principale. Scoperto nel 1988, presenta un'orbita caratterizzata da un semiasse maggiore pari a 2,6119139 UA e da un'eccentricità di 0,1184039, inclinata di 13,16015° rispetto all'eclittica.
L'asteroide è dedicato a Gladys Marie Zeigler, madre dello scopritore.